# Gedeckter Weg

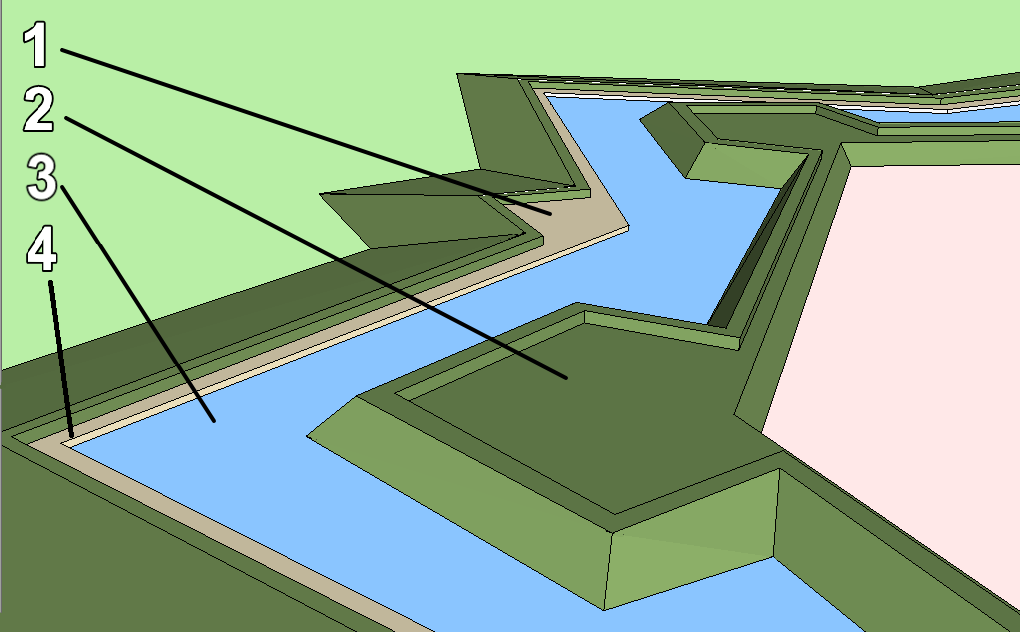
Idealtypisches Schema zum „gedeckten Weg“:
1. Waffenplatz,
2. Bastion,
3. Graben,
4. der gedeckte Weg zwischen Graben und Glacis.

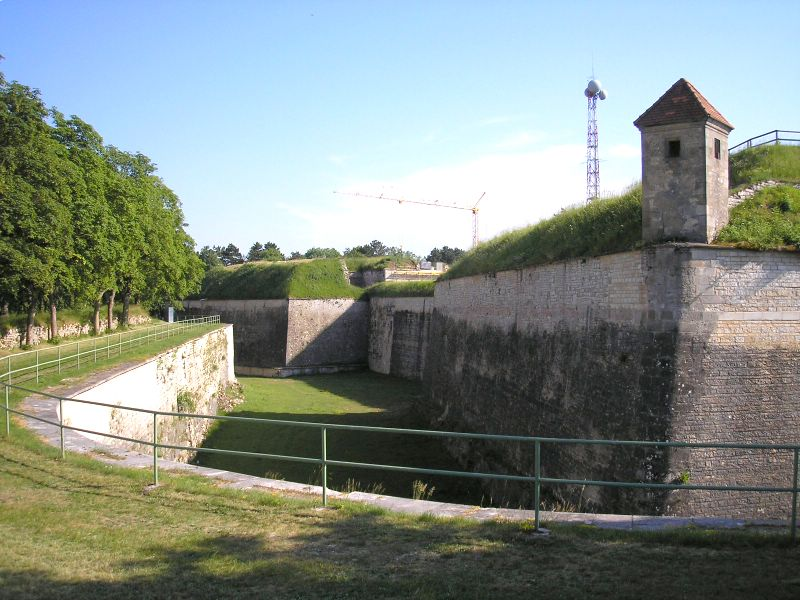
Der gedeckte Weg (vorne und links) der Festung Wülzburg bei Weißenburg in Mittelfranken.

Der Begriff gedeckter Weg ist ein Fachbegriff aus dem Festungsbau. Er beschreibt einen breiten, auf der Contrescarpe (feindseitigen Mauer) oder der Außenseite des Hauptgrabens verlaufenden, durch das ansteigende Glacis gegen Feindsicht und -beschuss geschützten Verbindungsweg. 
In den einspringenden Winkeln eines gedeckten Weges befinden sich üblicherweise kurze dreieckige ausspringende Winkel als Waffenplätze des Verteidigers (die Anlage gegen Sicht und Beschuss gedeckter Waffenplätze als Sammelpunkte für Ausfälle waren ursprünglich der Hauptgrund für die Errichtung gedeckter Wege). In der Kehle des Waffenplatzes steht meist ein Blockhaus, ein kleines Stein- oder Holzhaus, das zur Verteidigung mit Kanonen und Gewehren eingerichtet ist. Als Verbindungen zum gedeckten Weg dienen die großen Friedenstore, die in Torpoternen oder offenen Einschnitten durch den Wall und auf Brücken oder Dämmen über den Graben führen. Auch benutzt man Rampen oder Treppen, um von der Grabensohle aus auf die Konterescarpe zu steigen. In das Vorgelände gelangt man vom gedeckten Weg durch Einschnitte im Glacis, so genannte Sorties (franz.: Ausgang). 
Der gedeckte Weg diente der Festung zu verschiedenen Zwecken:
- als geschützter Transportweg jenseits des Grabens rings um die Festung
- zur geschützten Aufstellung von vorgeschobenen Wachposten jenseits des Grabens
- als Sammelort und Aufnahmestellung für Ausfalltruppen
- zur Aufnahme und Anbringung künstlicher Hindernisse
- und in Verbindung mit einer eigenen Brustwehr auch zur niederen Bestreichung des nahe gelegenen Vorgeländes (Glacis)

Detachierte Werke erhalten bisweilen keinen gedeckten Weg in der beschriebenen Weise, sondern nur einen ein bis zwei Meter breiten geschützten Rondengang, der sowohl dem Wachdienst als auch der Infanterieverteidigung dienen kann.